# 卡帕亞區
14°07′08″S 73°19′05″W / 14.119°S 73.318°W
卡帕亞區（西班牙語：Distrito de Capaya），是秘魯的一個區，位於該國南部阿普里馬克大區的艾馬賴斯省，始建於1956年1月12日，面積77.8平方公里，海拔高度3,290米，2005年人口738，人口密度每平方公里9.5人。